# Jürgen Hehn
Hans-Jürgen Hehn (* 1. října 1944 Lauda-Königshofen, Německo) je bývalý západoněmecký sportovní šermíř, který se specializoval na šerm kordem. Západní Německo reprezentoval v šedesátých a sedmdesátých letech. Na olympijských hrách startoval v roce 1972, 1976 v soutěži jednotlivců a družstev. Při druhé účasti na olympijských hrách v roce 1976 vybojoval v soutěži jednotlivců stříbrnou olympijskou medaili a druhou stříbrnou olympijskou medaili vybojoval se západoněmeckým družstvem kordistů. Patřil k oporám západoněmeckého družstva, se kterým získal v roce 1973 titul mistra světa a v roce 1973, 1975 obsadil s družstvem druhé místo.